# Slag om Guadalcanal

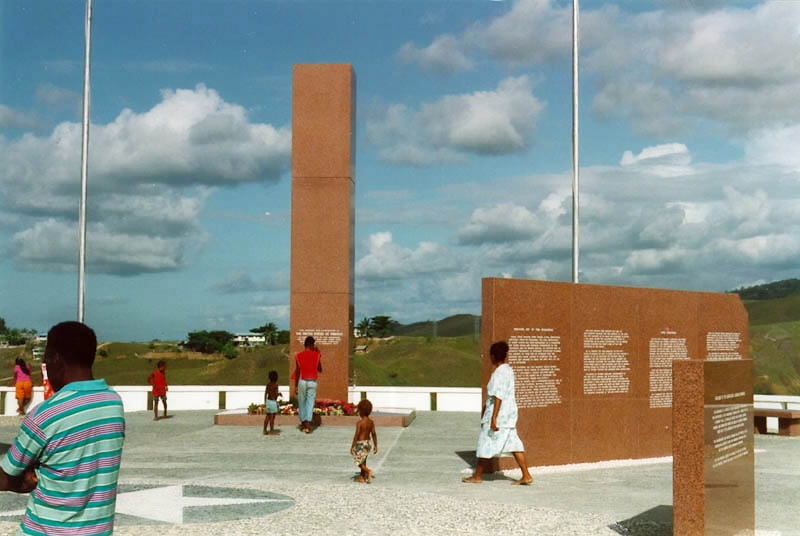
Gedenkteken

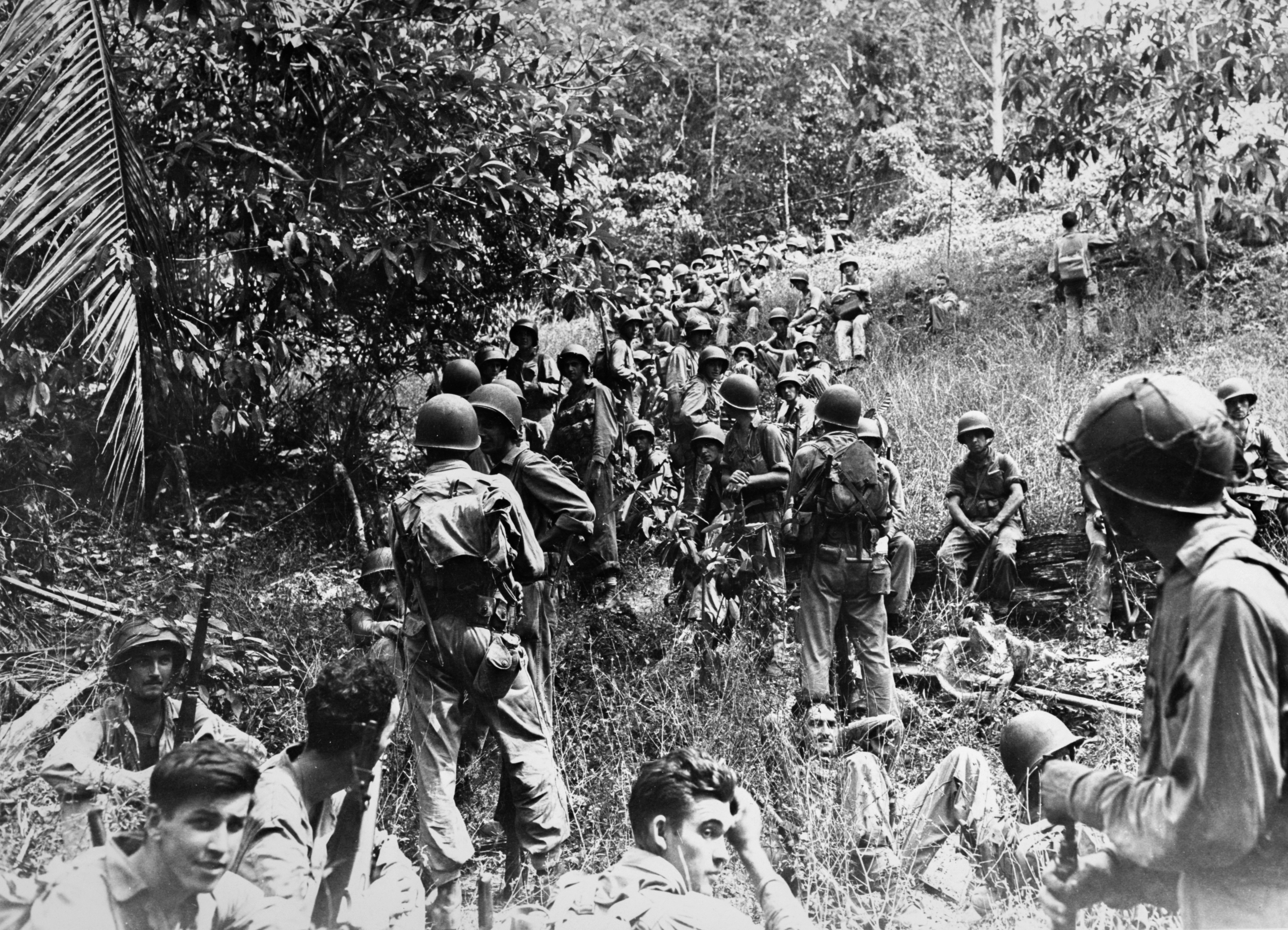
Amerikaanse mariniers op Guadalcanal

De Slag om Guadalcanal, ook bekend onder de codenaam Operation Watchtower, tijdens de Tweede Wereldoorlog leidde in 1942 tot de verovering door Amerikaanse strijdkrachten van het door Japanners bezette eiland Guadalcanal (deel van de Britse Salomonseilanden in de Stille Oceaan).
Er vielen 24.000 Japanse slachtoffers en 6.000 Amerikaanse slachtoffers - in vergelijking met andere gevechten beperkte aantallen. De campagne werd gekenmerkt door grimmige gevechten en een aantal primeurs:
- eerste nederlaag van de Japanse landstrijdkrachten
- de eerste amfibische landing van Amerikaanse strijdkrachten sinds 1898
- gevarieerdheid van de strijd (vlootacties, kustbeschietingen, guerrillatactieken, landoorlog, luchtgevechten)

## Inleiding
Guadalcanal ligt in het midden van de langgerekte keten van de Salomonseilanden ten noorden van Australië.
De Keizerlijke Japanse marine wilde de Salomonseilanden in een belangrijke strategische basis veranderen en begon in 1942 met een programma om alle eilanden te bezetten en hier luchthavens te bouwen voor op land gestationeerde patrouillebommenwerpers. Guadalcanal zou de belangrijkste basis in het midden van de keten worden. Wanneer zij hierin zouden slagen, zou de geallieerde scheepvaart tussen de VS en Australië een lange omweg langs het zuiden moeten maken. Japan had reeds een basis in Rabaul, in het noorden van de eilandenketen.
Steeds opnieuw voerden de tegenstanders versterkingen aan, niemand wilde eraan denken deze slag te verliezen. De Japanners bezetten Guadalcanal in juli 1942, als tussenstation op hun weg naar Australië en Hawaï; de Amerikanen (meer bepaald admiraal Ernest King, chef van de operatie) wilden het gebruiken als uitvalsbasis voor hun opmars in noordwestelijke richting. Admiraal Isoroku Yamamoto, commandant van de Japanse vloot, besefte bij het begin onvoldoende het belang van deze confrontatie en de middelen die ze zou vergen.
Het verlies van Guadalcanal betekende voor de Japanners dat ze in defensieve positie terechtkwamen en de Amerikanen het eiland als springplank konden gebruiken voor de opmars naar Japan.

## Operatie Watchtower
Generaal Alexander Vandegrift werd amper vijf weken voor de start van de aanval aangesteld als bevelhebber van de Amerikaanse grondtroepen in een slag die uiteindelijk zou leiden tot de evacuatie van het eiland door de Japanners. In de periode tussen augustus 1942 en februari 1943 vond een aantal confrontaties te land, ter zee en in de lucht plaats die hieronder gedetailleerd worden beschreven.
- de landing op 7 augustus 1942
- Zeeslag bij het eiland Savo op 9 augustus 1942, een eerste mislukte poging van de Japanse marine om de Amerikanen, ondanks hun zware verliezen, te verdrijven.
- Op 18 augustus landde Kolonel Kiyono Ichiki met 950 man op het eiland. Bij een drieste banzai-aanval van deze elitetroepen sneuvelden meer dan 700 Japanners. Kolonel Ichiki pleegde harakiri.
- In de zeeslag bij de Oostelijke Salomonseilanden op 24 augustus raakte het Amerikaans vliegdekschip USS Enterprise (CV-6) zwaar beschadigd. De Japanners verloren onder meer hun vliegdekschip Ryujo.
- Op 12-14 september sloeg kolonel Mike Edson een aanval van 7.000 Japanners onder leiding van generaal-majoor Kiyotake Kawaguchi af. Deze confrontatie werd later de Battle of Bloody Ridge genoemd. Zware luchtbombardementen op Henderson Field en beschietingen met scheepsgeschut gingen eraan vooraf.
- Op 15 september ging het vliegdekschip Wasp verloren bij een duikbootaanval. Het slagschip North Carolina incasseerde een torpedotreffer. 4.000 Amerikaanse soldaten aan boord van transportschepen kwamen veilig aan land.
- Luitenant-generaal Haruyoshi Hyakutake landde op 9 oktober met 20.000 man. Vandergrift zag zijn strijdmacht versterkt met 4.000 soldaten.
- De Zeeslag bij Cape Esperance op 11-12 oktober eindigde met licht Amerikaans voordeel. De Amerikaanse marine kon echter het continu aan land zetten van Japanse troepen (door de Marines smalend de Tokyo-express genoemd[1]) wel vertragen maar niet verhinderen.
- Op 13 oktober werd Henderson Field opnieuw beschoten door scheepsartillerie en door Pistol Pete (een stuk zware veldartillerie). In tachtig minuten troffen 918 granaten van zwaar kaliber het vliegveld waardoor het onbruikbaar werd.
- Hyakutake maakte nieuwe plannen om op 18 oktober een drieledige aanval vanuit verschillende richtingen op Henderson Field te lanceren. De Japanse marine en luchtmacht leverden steun. Moeilijkheden bij het vervoer van kanonnen door de jungle en de niet aflatende regen zorgden voor uitstel tot 24 oktober. Eenheden onder bevel van Generaal Sumioyosji, die niet op de hoogte waren van het uitstel, lanceerden hun aanval op 23 oktober. 650 Japanners sneuvelden.[bron?] De aanval van de Sendaidivisie werd 's anderendaags afgeslagen (meer dan 900 Japanse gesneuvelden[bron?]). Scheepsartillerie, bommenwerpers en Pistol Pete beschoten Amerikaanse stellingen op 25 oktober (dug-out Sunday). 's Avonds vielen Japanse grondtroepen opnieuw aan; ook deze keer zonder succes. Vanaf 29 oktober begonnen ze zich terug te trekken.
- In de nacht van 25 op 26 oktober vond een nieuwe confrontatie tussen de Japanse en Amerikaanse marine plaats (Zeeslag bij de Santa Cruzeilanden). De Amerikanen verloren het vliegdekschip Hornet, de torpedojager Porter en 74 vliegtuigen. Het vliegdekschip Enterprise en de South Dakota raakten beschadigd. De Japanners verloren honderd vliegtuigen.[bron?] Hun vliegdekschepen Shokaku en Zuiho, de zware kruiser Tsjikuma, en de torpedojager Terutsuki werden zwaar beschadigd.

## Media
De eerste aflevering van de HBO-miniserie The Pacific handelt over de slag.